# Eulithis sugitanii
Eulithis sugitanii là một loài bướm đêm trong họ Geometridae.